# ميكي نوكس
ميكي نوكس (بالإنجليزية: Mickey Knox) هو كاتب سيناريو وروائي وكاتب ومنتج أفلام وممثل أمريكي، ولد في 24 ديسمبر 1921 بنيويورك في الولايات المتحدة، وتوفي في 15 نوفمبر 2013 بلوس أنجلوس في الولايات المتحدة.

## أعمال

### أفلام
- (1962) أطول يوم[5][6]
- (1966) الطيب والشرس والقبيح
- (1977) بوبي ديرفيلد
- (1990)  الجزء الثالث[7][8][9]
- (1999) لانسكاي

## وصلات خارجية
- ميكي نوكس على موقع IMDb (الإنجليزية)
- ميكي نوكس على موقع ألو سيني (الفرنسية)
- ميكي نوكس على موقع أول موفي (الإنجليزية)
- ميكي نوكس على موقع قاعدة بيانات الأفلام السويدية (السويدية)
- ميكي نوكس على موقع قاعدة بيانات الفيلم (الإنجليزية)
- ميكي نوكس على موقع كينوبويسك (الروسية)